# Comuna Smolîhiv, Luțk
Smolîhiv (în ucraineană Смолигів) este o comună în raionul Luțk, regiunea Volînia, Ucraina, formată din satele Dubîceanske, Sarnivka și Smolîhiv (reședința).

## Demografie
Componența lingvistică a satului Smolîhiv
     Ucraineană (99,68%)
     Alte limbi (0,32%)
Conform recensământului din 2001, majoritatea populației satului Smolîhiv era vorbitoare de ucraineană (99,68%), existând în minoritate și vorbitori de alte limbi.